# Cavalos na Primeira Guerra Mundial

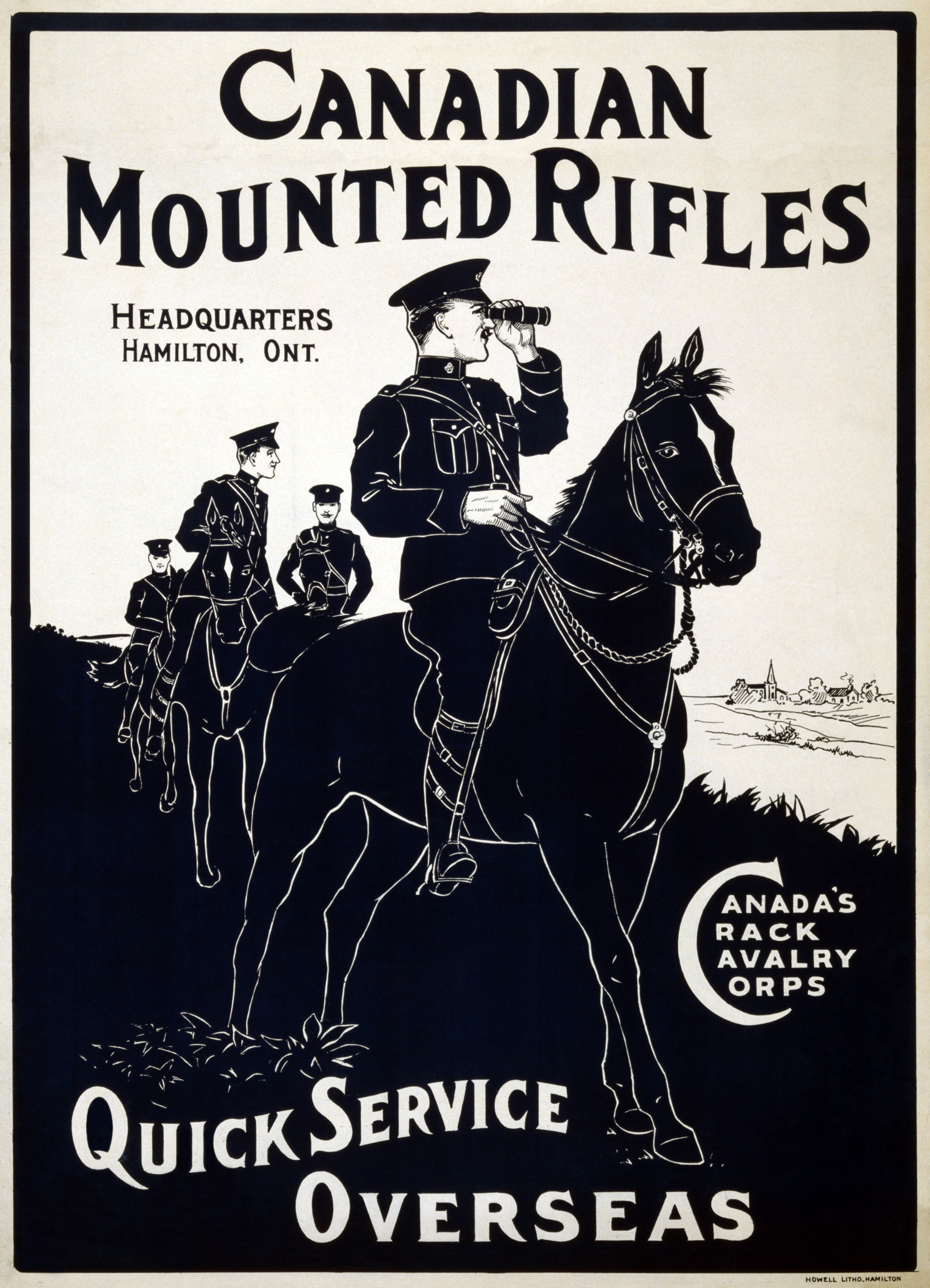
Um poster de recrutamento para a cavalaria canadense.

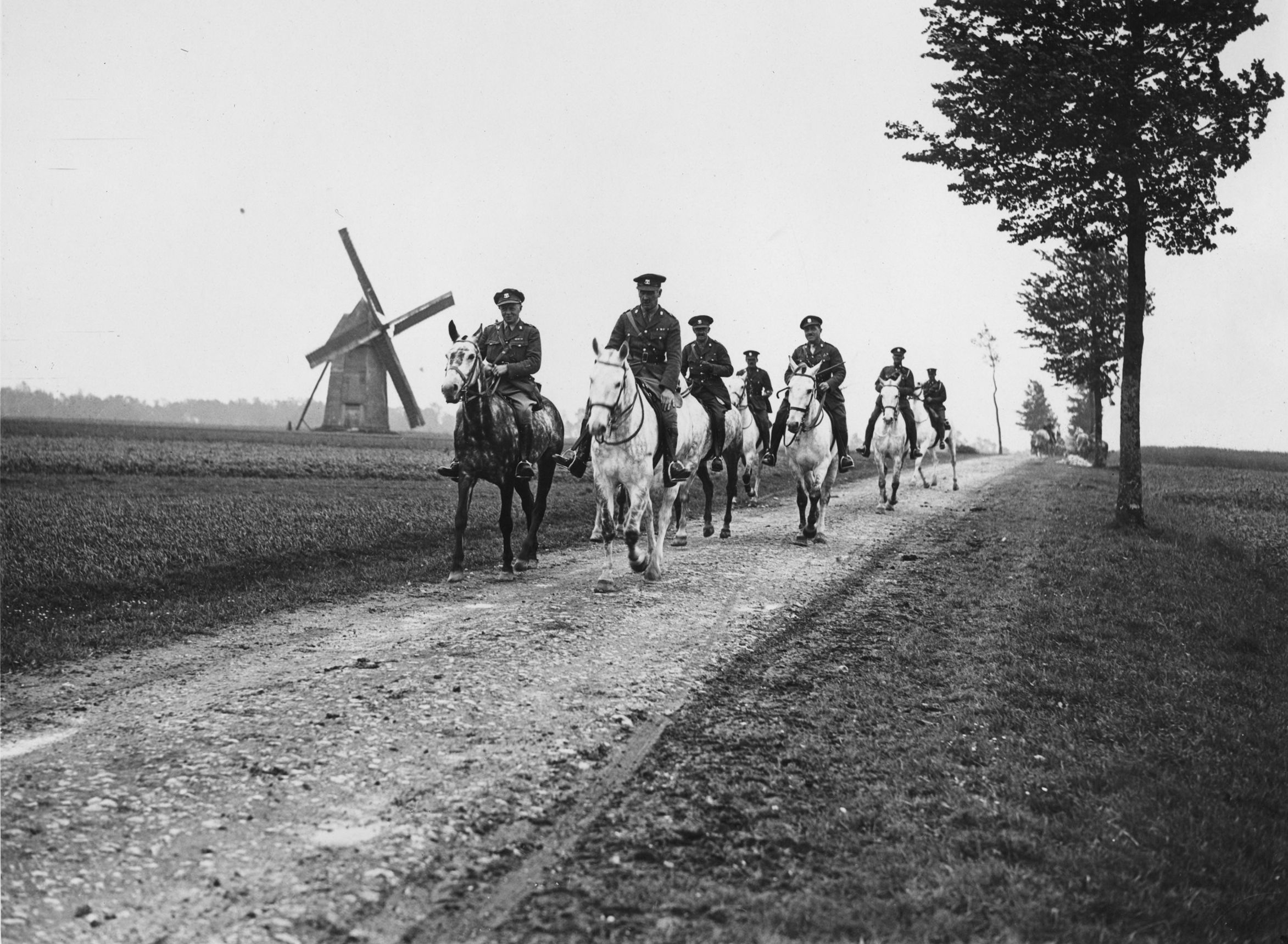
Soldados da cavalaria escocesa na França durante a Primeira Grande Guerra.

O uso de cavalos na Primeira Guerra Mundial refletiu um período de transição na evolução do conflito armado. Unidades de cavalaria eram inicialmente consideradas elementos essenciais na ofensiva de uma força militar, mas no decorrer da guerra, a vulnerabilidade do cavalo frente às modernas metralhadoras e peças de artilharia fomentava o interesse no uso das forças mecanizadas. Isto, paralelo com o desenvolvimento dos tanques, acabou por substituir a cavalaria em táticas de choque. Embora a percepção do valor do cavalo na guerra tenha mudado radicalmente, estes animais, no entanto, desempenharam um importante papel durante o conflito.
Todos os grandes combatentes na I Guerra Mundial (1914-1918) iniciaram o conflito com forças de cavalaria. A Alemanha e Áustria-Hungria pararam de usá-los na frente ocidental logo após o início da guerra, mas eles continuaram a ser implantado de forma limitada na Frente Leste bem na guerra. No lado dos aliados, o Reino Unido utilizou a infantaria montada e a cavalaria durante a guerra, mas os Estados Unidos usaram a cavalaria por apenas pouco tempo. Apesar de não ser particularmente bem sucedida, a cavalaria aliada na Frente Ocidental teve algum sucesso no Oriente Médio, possivelmente em parte devido ao enfrentamento de um inimigo tecnologicamente  mais fraco. O Império Otomano usou extensivamente a cavalaria durante a guerra. A Rússia usou as forças de cavalaria na Frente Leste, mas com sucesso limitado.